# Anisodon
Anisodon là một chi tuyệt chủng của họ Chalicotheriidae.

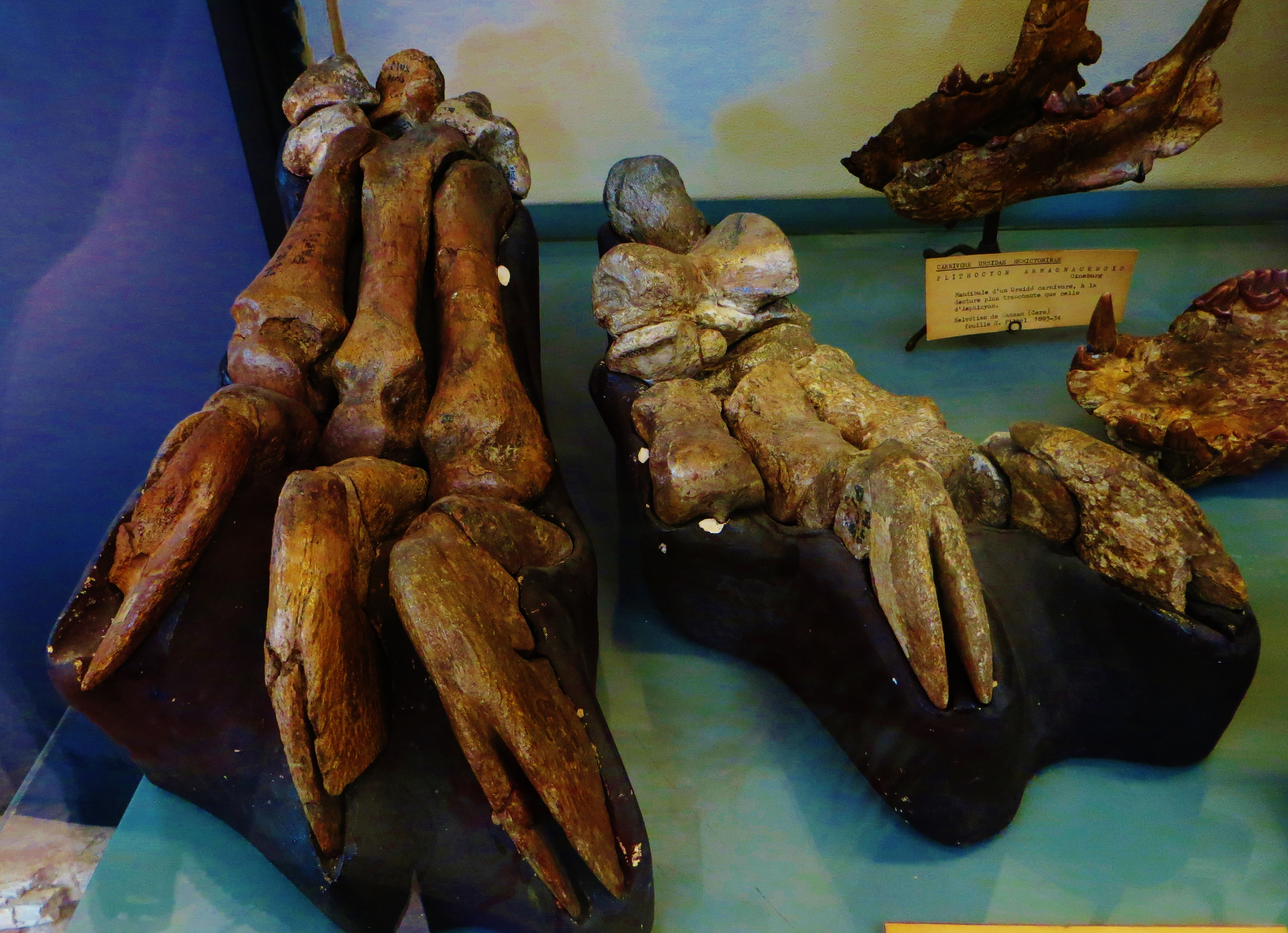
Xương chân

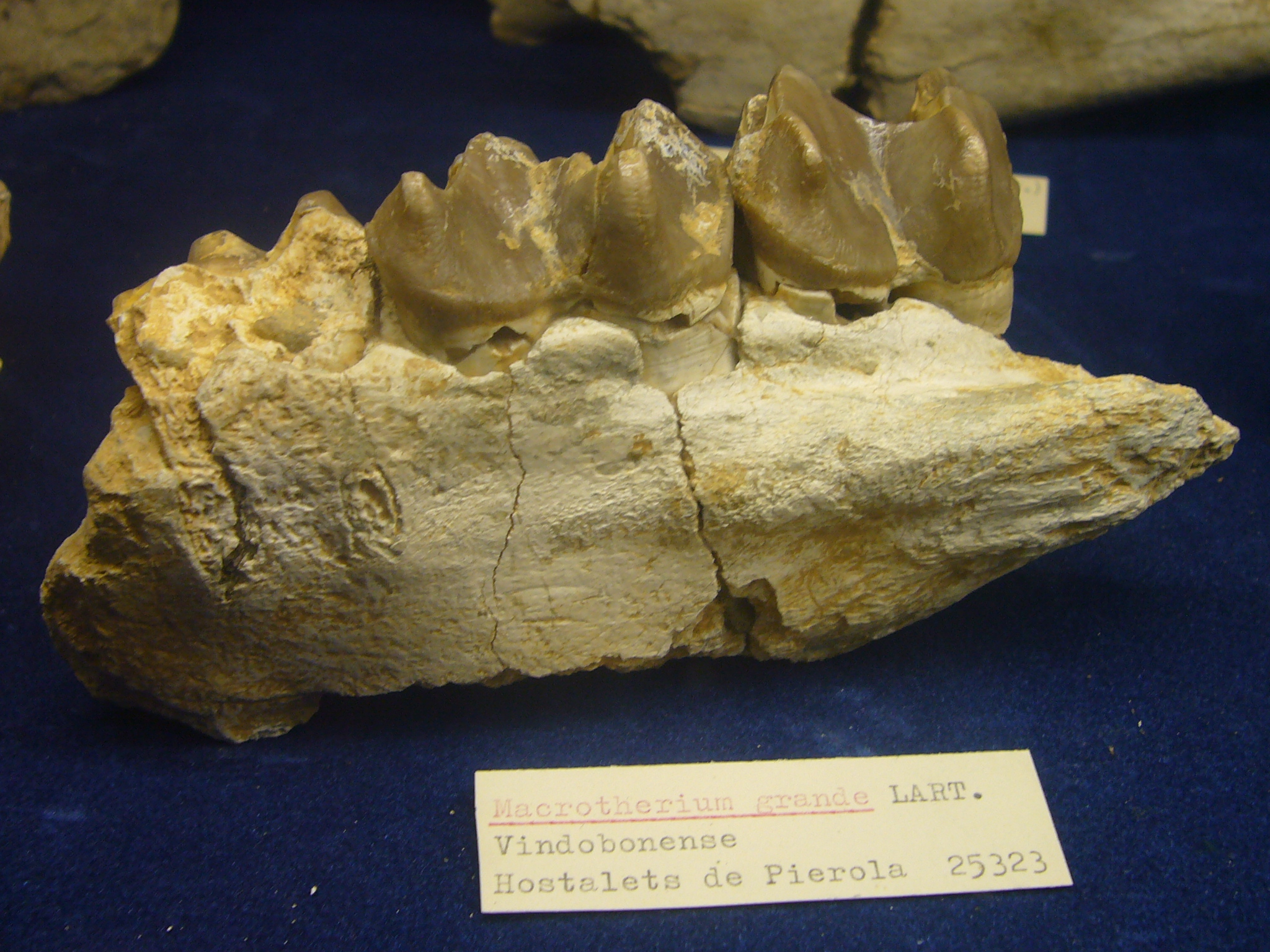
Răng hàm